# Carl Åke Blidberg
Carl Åke Blidberg, född 11 oktober 1902 i Göteborgs domkyrkoförsamling, död 6 april 1991 i Göteborgs Vasa församling, var en svensk skeppsmäklare.
Carl Åke Blidberg var son till direktören Carl Mauritz Blidberg och Elin Bredberg. Efter examen från Göteborgs Handelsinstitut var han anställd vid olika skeppsmäkleriföretag i Göteborg, Newcastle on Tyne, Paris, Hamburg och Buenos Aires. Han var innehavare av Rederi AB C.Å. Blidberg & Co 1933–1939, delägare och styrelseledamot i Blidberg & Lagerwall AB 1937–1962 samt från 1962 innehavare av agenturrörelse. Han var konsul i Göteborg för Mexiko från 1960.
Han gifte sig 1935 med Kerstin Lindberg (1909–1998), dotter till Knut Lindberg och hans hustru. De fick döttrarna Eva Blidberg Helde (född 1939), en tid gift med Hans L. Zetterberg, och Gunilla Hutchinson (född 1944). Makarna Blidberg är begravda på Örgryte gamla kyrkogård.